# Via San Gregorio Armeno
Via San Gregorio Armeno è una strada del centro storico di Napoli, celebre turisticamente per le botteghe artigiane di presepi.

## Storia e descrizione

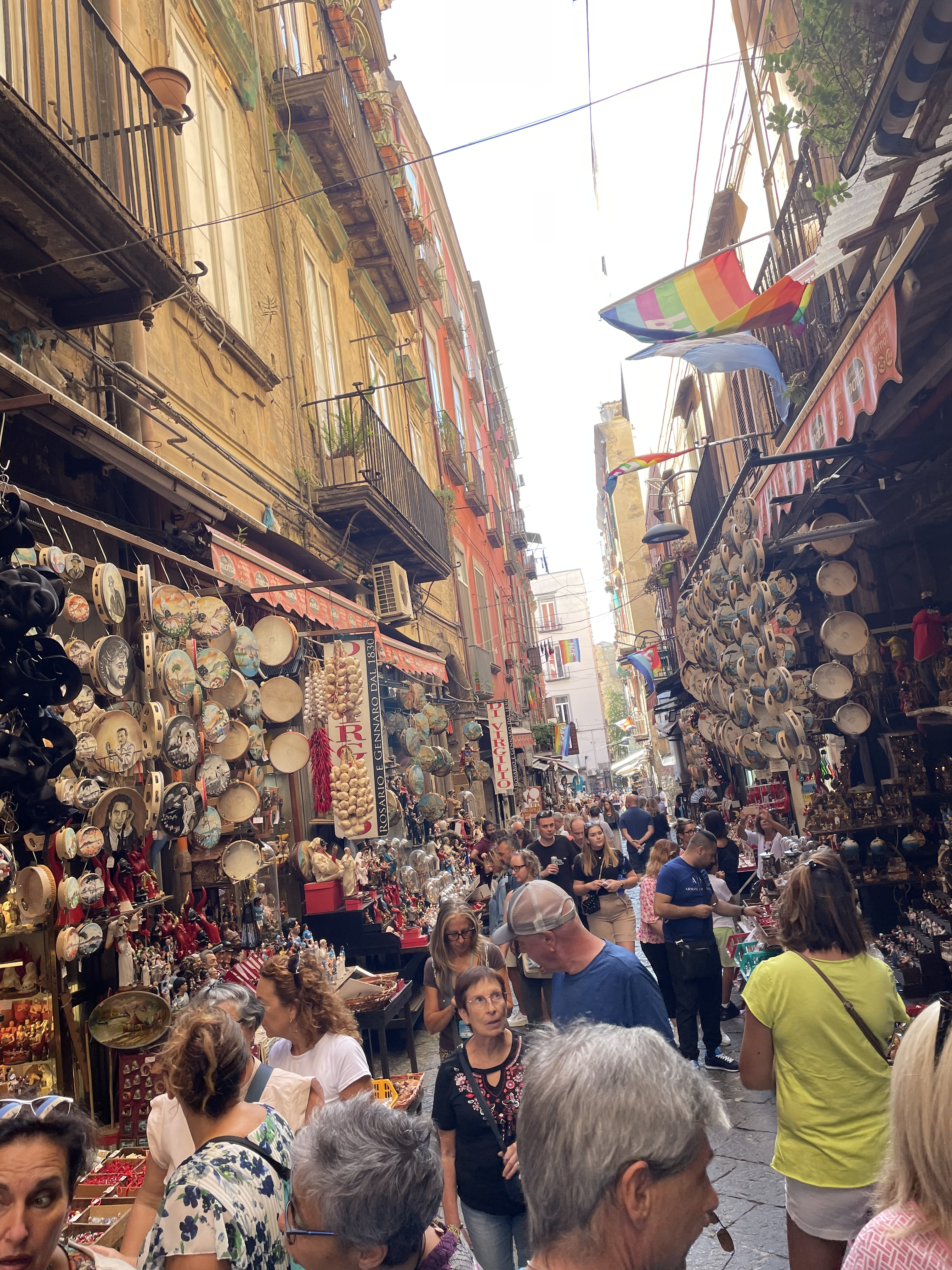
Scorcio di via San Gregorio Armeno

La strada che popolarmente è chiamata san Liguoro, risulta essere uno degli stenopori (dal gr.: stenosi, restringimento, e poros, passaggio) tipici dell'architettura urbanistica greca la quale caratterizza tutto il centro antico di Napoli. In quanto stenoporos (cardine nell'urbanistica romana), la via fungeva da collegamento tra le due plateiai (dal gr.: plateia è lett. piazza) la plateia maggiore (attuale via dei Tribunali) e quella inferiore (odierna Spaccanapoli). Le due principali strade dell'antica Neapolis (dal gr. "Città Nuova"), l'odierna Napoli, erano dunque congiunte perpendicolarmente proprio da questa strada, all'altezza della Basilica di San Paolo Maggiore, dove sorgeva l'agorà.
Successivamente, la strada fu chiamata plateia nostriana in quanto il XV vescovo di Napoli, san Nostriano, vi fece costruire terme per i poveri.
Partendo da piazza San Gaetano vediamo subito a destra il malconcio edificio settecentesco del Banco del Popolo, un tempo proprietà della Casa degli Incurabili, che possedeva anche un ulteriore palazzo attiguo di un secolo più antico. Oggi, in grave stato di abbandono, necessita di importanti interventi dal momento che ha presentato vari cedimenti che hanno portato nel 2011, oltre alla già presente messa in sicurezza con tubi Innocenti, il montaggio di una protezione di emergenza provvisoria per i tanti turisti.
A circa metà strada, sorge la storica chiesa di San Gregorio Armeno fondata attorno al 930 sulle fondamenta dell'antico tempio di Cerere. Solo nel 1205 la chiesa viene intitolata al santo omonimo.
Giunti al termine presso via San Biagio, sulla sinistra si osserva la chiesa di San Gennaro all'Olmo, gestita dalla fondazione Giambattista Vico (non a caso qui il filosofo fu battezzato). Dirimpetto, quella che si identifica tradizionalmente come la domus Ianuaria, cioè la casa di San Gennaro. Una lapide posta nel 1949 menziona questo luogo come casa natale del santo.

## L'arte presepiale
La tradizione presepiale di san Gregorio Armeno ha un'origine remota: nella strada in epoca classica esisteva un tempio dedicato a Cerere, alla quale i cittadini offrivano come ex voto delle piccole statuine di terracotta, fabbricate nelle botteghe vicine. La nascita del presepe napoletano è naturalmente molto più tarda e risale alla fine del Settecento.
Oggi via San Gregorio Armeno è nota in tutto il mondo come il centro espositivo delle botteghe artigianali qui ubicate che ormai tutto l'anno realizzano statuine per i presepi, sia canoniche che originali (solitamente ogni anno gli artigiani più eccentrici realizzano statuine con fattezze di personaggi di stringente attualità che magari si sono distinti in positivo o in negativo durante l'anno).
Le esposizioni vere e proprie cominciano nel periodo attorno alle festività natalizie, solitamente dagli inizi di novembre al 6 gennaio.

## Il complesso di san Gregorio Armeno
Tipica di via San Gregorio Armeno è il sontuoso campanile dell'omonima chiesa che si affaccia sulla strada, il quale si innalza sopra il livello della stessa. Il campanile funge da cavalcavia di connessione tra i due conventi (chiesa e monastero) dedicate a San Gregorio Armeno.
Infine, lungo la strada (salendo dal decumano inferiore a quello maggiore), vi sono prima la chiesa di San Gregorio Armeno, edificata intorno al X secolo, e poi, poco più sopra, con ingresso separato rispetto all'edificio religioso, il relativo chiostro.